# Ottaviano Toso
Ottaviano Toso (Tarcento, 22 settembre 1921 – ...) è stato un calciatore italiano, di ruolo difensore.

## Carriera
Esordisce in campionato professionistici nella stagione 1940-1941, durante la quale conquista una promozione in Serie B con la maglia del Prato, contribuendo alla vittoria del campionato di Serie C con 2 reti in 20 presenze; l'anno seguente gioca 15 partite in seconda serie con i toscani, mentre nella stagione successiva gioca 3 partite nel Novara, con la cui maglia segna il suo primo gol in carriera in Serie B.
Dopo la fine della Seconda guerra mondiale torna a giocare nel Prato, con cui nella stagione 1945-1946 vince il secondo campionato di Serie C della sua carriera; gioca con i toscani anche nella stagione 1946-1947, nel corso della quale realizza 3 reti in 28 presenze nel campionato cadetto. A fine stagione lascia il Prato e si accasa al Perugia, con cui nella stagione 1947-1948 è titolare fisso in Serie B, categoria in cui segna una rete in 31 presenze. Gioca nella medesima categoria anche nella stagione 1948-1949 (16 presenze con la maglia dell'Empoli) e nella stagione 1949-1950 (13 presenze e 3 reti, nuovamente con il Prato).
Dopo quattro campionati consecutivi in Serie B nel 1950 scende di categoria e si trasferisce al Catanzaro, formazione di Serie C, con cui nella stagione 1950-1951 gioca tutte e 34 le partite di campionato in programma; rimane in Calabria anche durante la stagione 1951-1952, durante la quale disputa 20 partite in terza serie segnandovi anche una rete. Nella stagione 1952-1953 veste infine la maglia della Novese, con cui disputa 20 partite di IV Serie senza mai segnare.
In carriera ha giocato complessivamente 106 partite in Serie B (con 8 reti segnate), 87 partite in Serie C (con 6 reti segnate) e 20 partite in IV Serie.

## Palmarès

### Club

#### Competizioni nazionali
- Serie C: 2

Prato: 1940-1941, 1945-1946